# Chaeridiona pseudometallica
Chaeridiona pseudometallica es un coleóptero de la familia Chrysomelidae.
Fue descrita científicamente en 1999 por Basu.